# Thierry le Chevalier
Thierry le Chevalier est une série de bande dessinée franco-belge créée en 1957 par Carlos Laffond et Jean-Michel Charlier  dans le no 989 du journal Spirou.

## Univers

### Synopsis
Il est le fils d'un roi mort de chagrin. Élevé par la fée Viviane, en parfait chevalier, il grandit au domaine du Lac. Un jour, selon la prédiction de Merlin, il part en quête du Graal. Il franchit des épreuves, vainc des ennemis, mais trouve sur sa route un maléfice plus grand que tous les autres : l'amour. Une première aventure pour entrer dans la légende du Graal…
L’environnement historique des récits se situe à la fin du XIIe siècle. Un chevalier surnommé « le Chevalier sans nom » découvre sa véritable origine et son prénom devient Thierry. Le preux guerrier part à la reconquête de son domaine et met fin aux menées souterraines du mage Marphurius.
On le retrouve ensuite aux côtés de Richard Cœur de Lion, puis en Scandinavie, où il est confronté à de redoutables Vikings.

### Personnages
Loys, un trouvère, doit la vie sauve à Eric, un jeune garçon téméraire, dont il partagera les aventures. Ce dernier est en réalité un ancien enfant abandonné qui se découvre une ascendance nobiliaire, et se prénommera désormais Thierry.

## Publication

### Revues
- Le Chevalier sans nom, no 989 au no 1017, Spirou (1957)
- Pour Dieu et pour le Roi, no 1038 au no 1074, Spirou (1958)
- Le Roi captif, no 1084 au no 1115, Spirou (1959)
- La Couronne de fer, no 1183 au no 1226, Spirou (1960)
- Le Chevalier sans nom, nº 89, Samedi Jeunesse (1965)[1]